# 道一峰
道一峰（韓語：도일봉）是一座位于韓國京畿道杨平郡的山峰，主峰標高海拔864公尺。